# ارس کفایتی
اَرَس (اسدالله) کفایتی نقاش، عکاس، مجسمه‌ساز، مستندساز و طراح گرافیک ایرانی است که در رشتهٔ هنر از دانشکده هنرهای زیبا دانشگاه تهران و آکادمی هنرهای زیبای ونیز Accademia di Belle Arti di Venezia فارغ‌التحصیل شده‌است. او در ایران ۴ نمایشگاه گروهی در جشنواره هنر درفرهنگسرای نیاوران، گالری سیحون، موزه هنرهای معاصر تهران و مجموعه آزادی داشته‌است. او هم‌اکنون ساکن شهر ونیز در ایتالیا است.

## جنجال ونیز
عصر چهارشنبه ۱۸ ژوئیه ۲۰۱۳ (۲۶ تیر ۱۳۹۲)، هفت مأمور پلیس شهر ونیز ایتالیا با رفتاری خشونت‌آمیز در قبال یک نقاش ایرانی به نام ارس کفایتی Aras Kefayati که در نزدیکی میدانی در مرکز شهر به نقاشی از گردشگران و مناظر می‌پرداخت، وی را بازداشت کردند. اخبار کانال ۳ شبکه دولتی RAI ایتالیا ضمن پخش تصاویر ویدئویی از این برخورد در مقابل دیدگان مردم و گردشگران، رفتار پلیس ونیز را شرم‌آور و بی‌رحمانه خواند. در این تصاویر ویدئویی هفت مأمور پلیس مشاهده می‌شوند که سعی دارند تا با خشونت هنرمند ایرانی را بازداشت کنند. هنرمند ایرانی که قصد اعتراض به این رفتار داشت، به کانال آب هل داده شده و سپس به سوی پاسگاه منتقل شده‌است. مردم ونیز این رفتار پلیس ایتالیا را محکوم کردند. نقاش ایرانی به مدت یک ساعت در بازداشت به سر برد و سپس بدون هیچ توضیح و دلیلی آزاد گردید. اما پیش از آن نیز با بدرفتاری پلیس روبرو شده بود. ویدئوی بازداشت او که خشونت پلیس را به تصویر می‌کشد، توسط جیووانا پاستگا Giovanna Pastega که در محل درگیری حضور داشت ضبط و ابتدا در تلویزیون رت‌ونتا RETE VENETA پخش شد. این ویدئو در یوتیوب YouTube نیز به اشتراک گذاشته شد و تاکنون بیش از ۲۹۰ هزار بازدیدکننده داشته‌است؛ که واکنش‌هایی را در برداشت.
از سوی دیگر این حمایت‌ها در شبکه‌های اجتماعی مانند فیس‌بوک و یوتیوب توسط ایتالیایی‌ها ادامه پیدا کرده‌است به‌طوری‌که بعد از انتشار این موضوع، بسیاری در قالب اظهار نظر یا بازنشر خبر، که نزدیک به هزار بار تکرار شده، اقدام به اطلاع‌رسانی در این زمینه کردند. ونیزی‌ها علاوه بر رئیس پلیس شهری به شهردار ونیز یعنی جورجیو اورسونی نیز معترض هستند. سباستیانو بونزیو یکی از اعضای جناح چپ شورای شهر ونیز اعلام کرده‌است که برای پرسش از شهردار وی را احضار می‌کند.